# Việt Nam năm 2013

## Đương nhiệm
| Ảnh | Vị trí            | Tên              |
| --- | ----------------- | ---------------- |
|     | Tổng bí thư       | Nguyễn Phú Trọng |
|     | Chủ tịch nước     | Trương Tấn Sang  |
|     | Thủ tướng         | Nguyễn Tấn Dũng  |
|     | Chủ tịch Quốc hội | Nguyễn Sinh Hùng |

## Sự kiện
- 24 tháng 2: Vụ nổ tại Quận 3 2013
- 22 tháng 5: Mất điện miền Nam Việt Nam và Campuchia 2013
- Tháng 8: Tháng của cộng đồng LGBT diễn ra lần đầu tiên ở Việt Nam, một năm sau sự kiện Pride đầu tiên.[1][2]
- 12 tháng 10: Vụ nổ tại Nhà máy Z121 2013
- 27 tháng 12: Chính phủ ban hành Nghị quyết số 132/NQ-CP về việc tách huyện Từ Liêm để thành lập 2 quận mới là Bắc Từ Liêm và Nam Từ Liêm.[3]

## Mất
Xem: Mất 2013

## Thể thao
- Giải bóng đá vô địch quốc gia 2013
- Giải bóng đá hạng nhất quốc gia Việt Nam 2013